# Остра
О́стра — село у Брусницькій сільській громаді Вижницького району Чернівецької області України.

## Географія
У селі бере початок річка Гостра, права притока Брусниці.

## Історія
З 24 серпня 1991 року село Остра входить до складу незалежної України.
2020 року шляхом об'єднання сільської ради, село увійшло до складу Брусницької сільської громади.

## Уродженці
- Вінцковський Дмитро Іванович (1846—1917)  — український краєзнавець, педагог та письменник.

## Світлини

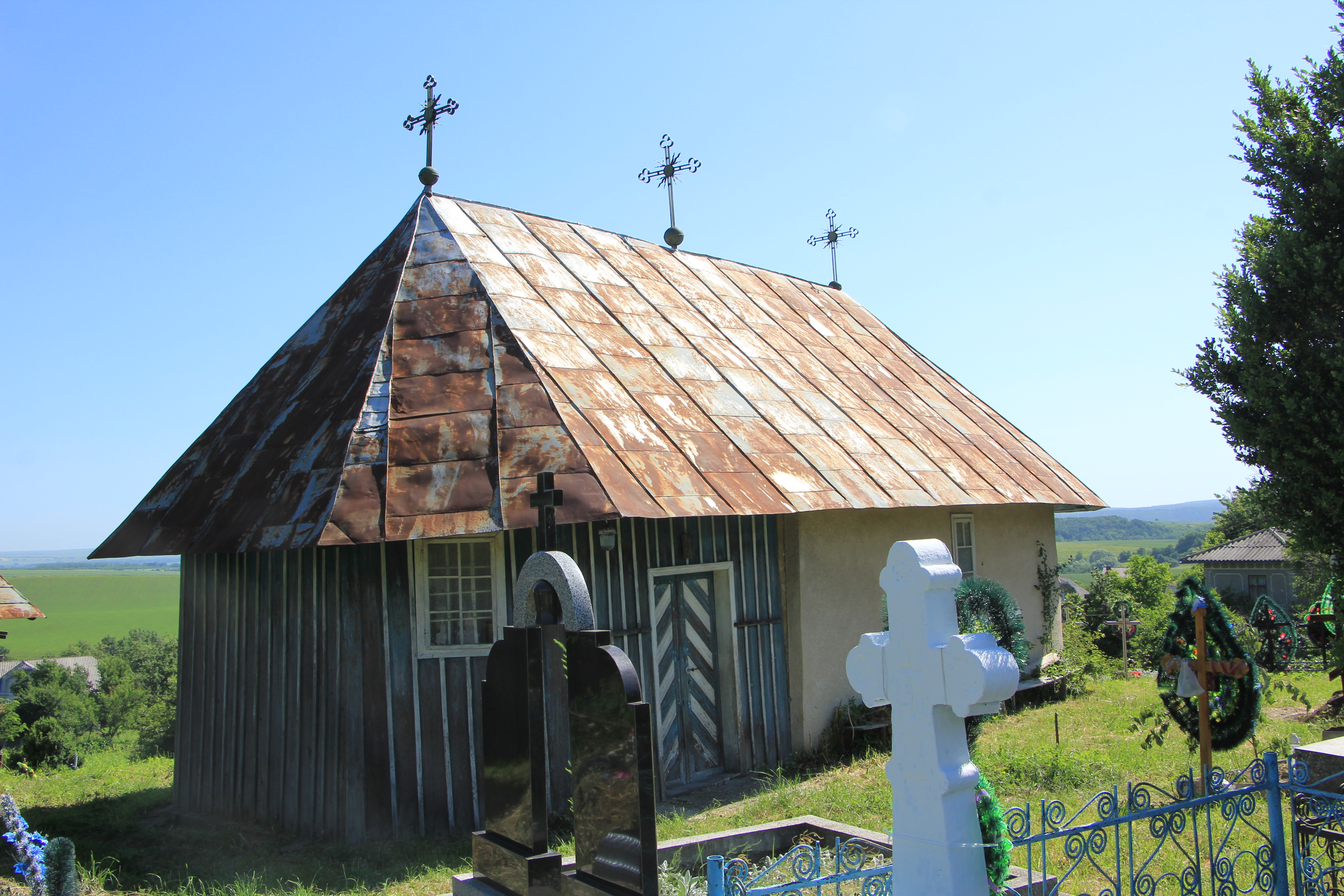
Дерев'яна церква Св. Дмитра с. Остра
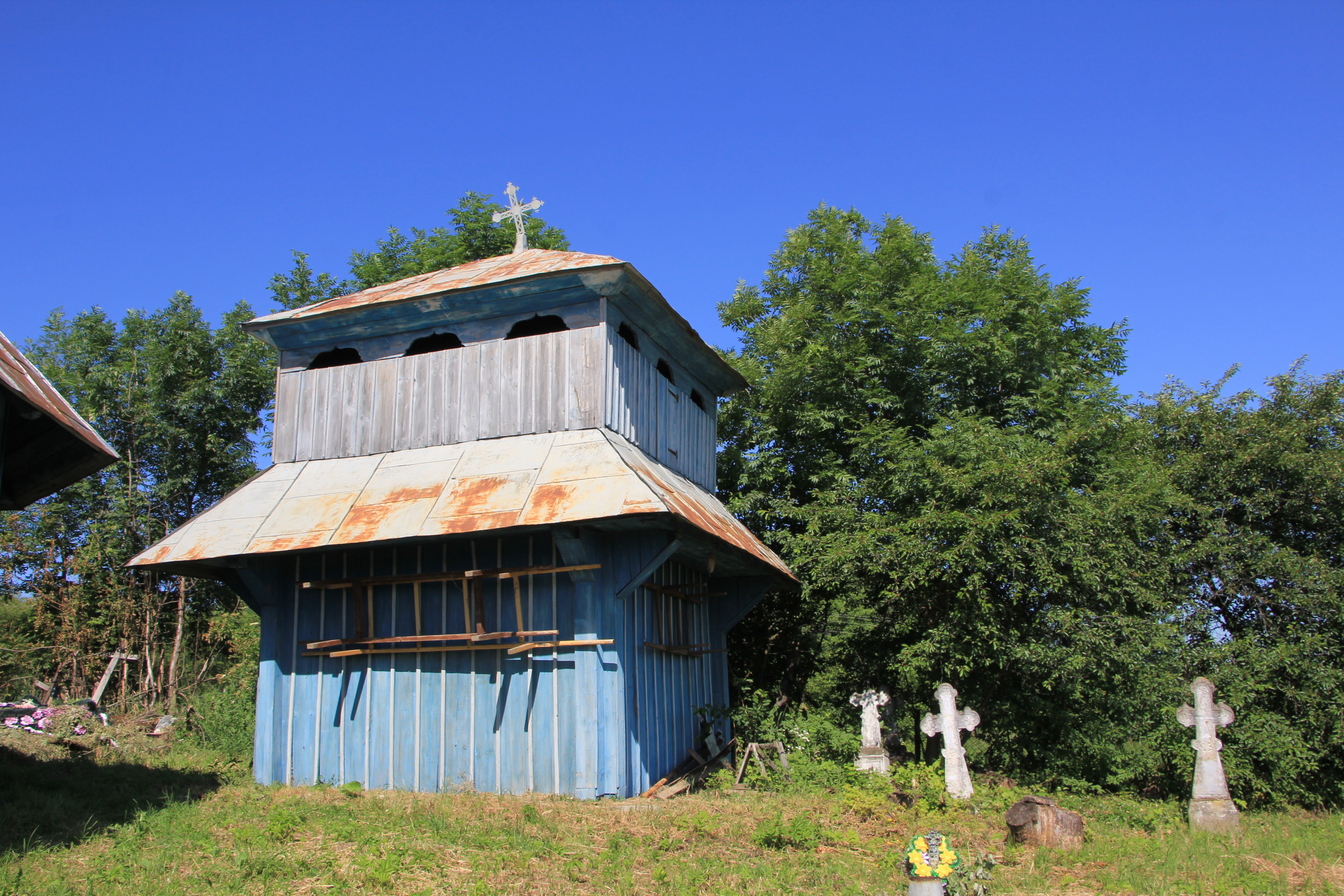
Дерев'яна церква Св. Дмитра. Дзвіниця с. Остра